# Środek ciężkości
Środek ciężkości ciała w polu grawitacyjnym – punkt, w którym umownie przyłożona jest wypadkowa siła grawitacji danego ciała sztywnego. Siła grawitacji działająca na ciało jest sumą sił grawitacji działających na każdy punkt materialny ciała i formalnie nie ma jednego wyróżnionego punktu zaczepienia – zaczepiona jest w każdym punkcie ciała (stąd siły pływowe). Gdyby jednak tę wypadkową siłę grawitacji zaczepić w umownym punkcie, takim, że jej moment siły obliczony względem środka masy ciała będzie identyczny z wypadkowym momentem sił grawitacji (działających na każdy punkt ciała), to punkt ten nazywa się środkiem ciężkości.
Dla ciała znajdującego się w jednorodnym polu grawitacyjnym środek ciężkości pokrywa się ze środkiem masy. Wypadkowy moment sił grawitacji działający na ciało w jednorodnym polu grawitacyjnym wynosi zero – jednorodne pole nie obraca ciałem. Dlatego właśnie siłę grawitacji działającą na ciało w polu jednorodnym przykłada się do środka masy ciała – siły przyłożone do środka masy nie obracają ciałem.
W związku z tym, że punkt środka ciężkości i punkt środka masy ciała w jednorodnym polu grawitacyjnym pokrywają się, to pojęcia te często są mylone lub wręcz utożsamiane.

## Znajdowanie punktu środka ciężkości ciała
Mówimy o środku ciężkości ciała znajdującego się w dowolnym (w ogólności niejednorodnym) polu grawitacyjnym. Dla ciał dających się przedstawić (dokładnie lub z wystarczającym przybliżeniem) w postaci skończonego lub co najwyżej przeliczalnego zbioru mas punktowych, środek ciężkości znajduje się, obliczając punkt przyłożenia wypadkowej siły grawitacji działającej na ciało. To oznacza: gdybyśmy umownie przyłożyli do środka ciężkości wypadkową siłę grawitacji działającą na to ciało (czyli sumę sił grawitacji działających na każdy punkt materialny ciała) to moment tej siły (obliczony względem punktu środka masy ciała) byłby równy sumie wszystkich momentów sił działających na punkty materialne ciała.
W celu obliczenia położenia punktu środka ciężkości dane ciało dzieli się na elementy o masach {\displaystyle m_{k},\ k=1,2,3\dots } (niekoniecznie równych), z każdym elementem wiąże się wektor {\displaystyle {\vec {r}}_{k},} reprezentujący jego położenie w obranym układzie współrzędnych oraz wektor {\displaystyle {\vec {g}}({\vec {r}}_{k})} przyspieszenia grawitacyjnego działającego na element {\displaystyle m_{k}} w punkcie {\displaystyle {\vec {r}}_{k}.} Wówczas wektor {\displaystyle {\vec {r}}_{0}} opisujący położenie punktu środka ciężkości wiąże się z powyższymi wielkościami relacją:
{\displaystyle {\vec {r}}_{0}\times \sum _{k}m_{k}{\vec {g}}({\vec {r}}_{k})=\sum _{k}{\vec {r}}_{k}\times m_{k}{\vec {g}}({\vec {r}}_{k}).}
Zauważmy, że środek ciężkości zależy od: 1) rozkładu masy ciała, 2) pola grawitacyjnego, 3) położenia ciała w tym polu grawitacyjnym. Przy zmianie położenia ciała, w ogólności zmienia się środek ciężkości.
W polu grawitacyjnym jednorodnym wszystkie {\displaystyle {\vec {g}}({\vec {r}}_{k})={\vec {g}}} są równe, a zatem powyższy wzór można przekształcić do postaci:
{\displaystyle \sum _{k}m_{k}{\vec {r}}_{0}\times {\vec {g}}=\sum _{k}m_{k}{\vec {r}}_{k}\times {\vec {g}},}
skąd ostatecznie otrzymujemy wzór na środek ciężkości:
{\displaystyle {\vec {r}}_{0}={\frac {\sum _{k}m_{k}{\vec {r}}_{k}}{\sum _{k}m_{k}}}.}
Suma w mianowniku wyraża masę ciała, zaś obliczony środek ciężkości jest w tym przypadku tożsamy ze środkiem masy. Wynik ten jest zgodny z faktem, że w jednorodnym polu grawitacyjnym wypadkowy moment sił grawitacji działający na ciało o dowolnym rozkładzie masy, obliczony względem środka masy, wynosi zero (dlatego, aby siła grawitacji „nie obracała ciałem” przykłada się ją w takiej sytuacji do środka masy).